# Лаврентьев, Сергей Николаевич
Серге́й Никола́евич Лавре́нтьев (род. 9 апреля 1972, Климовск, Московская область) — российский футболист и футбольный тренер. С 19 октября 2012 по 1 октября 2015 года тренировал женскую сборную России по футболу. Отличник физической культуры и спорта России (2006).

## Биография
Воспитанник московского «Динамо».
Играл в низших футбольных лигах России (в том числе в клубах «Арсенал» Тула и «Торпедо-ЗиЛ») и Германии на позиции форварда. Тренировал детские команды и взрослые команды КФК.
В 2011 году возглавил женский футбольный клуб «ШВСМ — Измайлово», игравший в высшем дивизионе чемпионата России. С 2012 по 2015 год — тренер женской сборной России по футболу, вывел сборную на чемпионат Европы-2013, где она заняла третье место в группе и не попала в плей-офф.
Женат, две дочери.